# 영동 가곡리 고분
영동 가곡리 고분(永同 柯谷里 古墳)은 충청북도 영동군 양산면 가곡리에 있는, 7세기 중엽의 신라계 돌방무덤(석실분)이다. 1994년 12월 30일 충청북도의 기념물 제97호로 지정되었다.

## 개요
충청북도 영동군에 예부터 '말무덤'이라 불려 내려오던 신라계 무덤이다.
태종 무열왕의 사위 김흠운과의 관련설과 임진왜란 때 의병장으로 진주성에서 순절한 이의정 선생의 애마가 묻혔다는 이야기가 전해 내려왔다. 그러나 1933년 발굴조사 결과 7세기 중엽의 신라계 돌방무덤(석실분)으로 밝혀졌다. 25점의 출토된 유물들은 현재 충북대학교 박물관에 소장되어 있다.
가곡리무덤은 이 지역의 역사성을 밝혀주는 중요한 유적 중 하나이다.

## 참고 문헌
- 영동 가곡리 고분 - 국가유산청 국가유산포털